# Матчи сборной Москвы по футболу (1976)
Сезон 1976 года стал 42-м в истории сборной Москвы по футболу.
В нём сборная провела 2 официальных матча — оба товарищеские международные.

## Классификация матчей
По установившейся в отечественной футбольной истории традиции официальными принято считать матчи первой сборной с эквивалентным по статусу соперником (сборные городов, а также регионов и республик); матчи с клубами Москвы и других городов составляют отдельную категорию матчей.
Международные матчи также разделяются на две категории: матчи с соперниками топ-уровня (в составах которых выступали футболисты, входящие в национальные сборные либо выступающие в чемпионатах (лигах) высшего соревновательного уровня своих стран — как профессионалы, так и любители) и (в основном, в период 1920-х — 1930-х годов) международные матчи с так называемыми «рабочими» командами (состоявшими, как правило, из любителей невысокого уровня) и им подобными.
В связи с существовавшей с 1950-х годов в СССР практикой выступления национальной сборной в ряде матчей под названием «сборная Москвы» (или «сборная клубов Москвы»), такие матчи также относятся к двум категориям: матчи фактически сборной Москвы (в составе команды, за исключением, возможно, одного-двух игроков, выступали футболисты московских клубов) и, соответственно, матчи условно сборной Москвы.

## Статистика сезона
| 1976        |                    |     |
| МН 47       | Москва — Гана      | 2:0 |
| МН 48       | Москва — Каталония | 1:1 |
| Итого       |                    |     |
| И В Н П М   |                    |     |
| 2 1 0 3 − 1 |                    |     |

## Официальные матчи

### 201. Москва — Гана — 2:0
Международный товарищеский матч 47 (отчет).

| Москва                       | 2:0 | Гана |
| ---------------------------- | --- | ---- |
| - Шепель 22′ - Гершкович 51′ |     |      |

| Игрок                            | Клуб      |     | Вышел на замену | Гол  |
| -------------------------------- | --------- | --- | --------------- | ---- |
| Пильгуй, Владимир                | «Динамо»  | 75' | 1               | (-0) |
|                                  |           |     |                 |      |
| Никулин, Сергей                  | «Динамо»  |     | 1               |      |
| Ольшанский, Сергей               | ЦСКА      |     | 1               |      |
| Новиков, Александр               | «Динамо»  |     | 1               |      |
| Маховиков, Александр             | «Динамо»  | 60' | 1               |      |
|                                  |           |     |                 |      |
| Якубик, Андрей                   | «Динамо»  |     | 1               |      |
| Долматов, Олег                   | «Динамо»  |     | 1               |      |
| Максименков, Александр           | «Динамо»  | 46' | 1               |      |
|                                  |           |     |                 |      |
| Сахаров, Владимир                | «Торпедо» | 46' | 1               |      |
| Шепель, Анатолий                 | «Динамо»  | 46' | 1               | 1    |
| Чесноков, Юрий                   | ЦСКА      | 60' | 1               |      |
| Замены                           |           |     |                 |      |
| Гонтарь, Николай                 | «Динамо»  | 75' | 1               | (-0) |
| Швецов, Василий                  | ЦСКА      | 60' | 1               |      |
| Петрушин, Алексей                | «Динамо»  | 46' | 1               |      |
| Еврюжихин, Геннадий              | «Динамо»  | 46' | 1               |      |
| Гершкович, Михаил                | «Динамо»  | 46' | 1               | 1    |
| Крамаренко, Олег                 | «Динамо»  | 60' | 1               |      |
| Тренер                           |           |     |                 |      |
| Севидов, Александр Александрович |           |     | 1               |      |

| Ампех   | 46' |
|         |     |
| Паха    |     |
| Шитту   |     |
| Топмсон |     |
| Аули    |     |
|         |     |
| Исаак   |     |
| Отчери  | 46' |
| Мама    |     |
|         |     |
| Даниел  | 82' |
| Кваши   | 46' |
| Полу    | 46' |
| Замены  |     |
| Бекер   | 46' |
| Яву     | 46' |
| Анас    | 82' |
| Робет   | 46' |
| Куаси   | 46' |

### 202. Москва — Каталония — 1:1
Международный товарищеский матч 48 — матч, приуроченный к международной торгово-промышленной выставке в Барселоне (отчет).

| Москва                                  | 2:0 | Каталония     |
| --------------------------------------- | --- | ------------- |
| - Максименков 57′ - Долматов 72' (пен.) |     | - 45′ Нескенс |

| Игрок                            | Клуб      |                | Вышел на замену | Гол  |
| -------------------------------- | --------- | -------------- | --------------- | ---- |
| Гонтарь, Николай                 | «Динамо»  | Серебряный гол | 2               | (-1) |
|                                  |           |                |                 |      |
| Никулин, Сергей                  | «Динамо»  |                | 2               |      |
| Ольшанский, Сергей               | ЦСКА      |                | 2               |      |
| Новиков, Александр               | «Динамо»  |                | 2               |      |
| Швецов, Василий                  | ЦСКА      |                | 2               |      |
|                                  |           |                |                 |      |
| Долматов, Олег                   | «Динамо»  |                | 2               |      |
| Петрушин, Алексей                | «Динамо»  |                | 2               |      |
| Максименков, Александр           | «Динамо»  | 75'            | 2               | 1    |
|                                  |           |                |                 |      |
| Якубик, Андрей                   | «Динамо»  | 80'            | 2               |      |
| Шепель, Анатолий                 | «Динамо»  |                | 2               | 1    |
| Чесноков, Юрий                   | ЦСКА      |                | 2               |      |
| Замены                           |           |                |                 |      |
| Еврюжихин, Геннадий              | «Динамо»  | 75'            | 2               |      |
| Сахаров, Владимир                | «Торпедо» | 80'            | 2               |      |
| Тренер                           |           |                |                 |      |
| Севидов, Александр Александрович |           |                | 2               |      |

| Пере Мора       |     |
|                 |     |
| Х.-А. Рамос     |     |
| Вердуго         |     |
| Ортиз Акино     |     |
| Костас          |     |
|                 |     |
| Сальсона        |     |
| Марсиаль        | 46' |
| Нескенс         | Гол |
|                 |     |
| Рексач          |     |
| Кройф           | 65' |
| Кассели         |     |
| Замены          |     |
| Фернандес Амадо | 46' |
| Куэста          | 65' |